# 2006 HZ122
2006 HZ122, também escrito como 2006 HZ122, é um objeto transnetuniano que está localizado no Cinturão de Kuiper, uma região do Sistema Solar. Este corpo celeste é classificado como um provável cubewano. Ele possui uma magnitude absoluta de 7,2 e tem um diâmetro estimado com 160 km.

## Descoberta
2006 HZ122 foi descoberto no dia 27 de abril de 2006 pelo astrônomo Marc W. Buie.

## Órbita
A órbita de 2006 HZ122 tem uma excentricidade de 0,127 e possui um semieixo maior de 46,161 UA. O seu periélio leva o mesmo a uma distância de 40,286 UA em relação ao Sol e seu afélio a 52,036 UA.